# Hannah Marshall

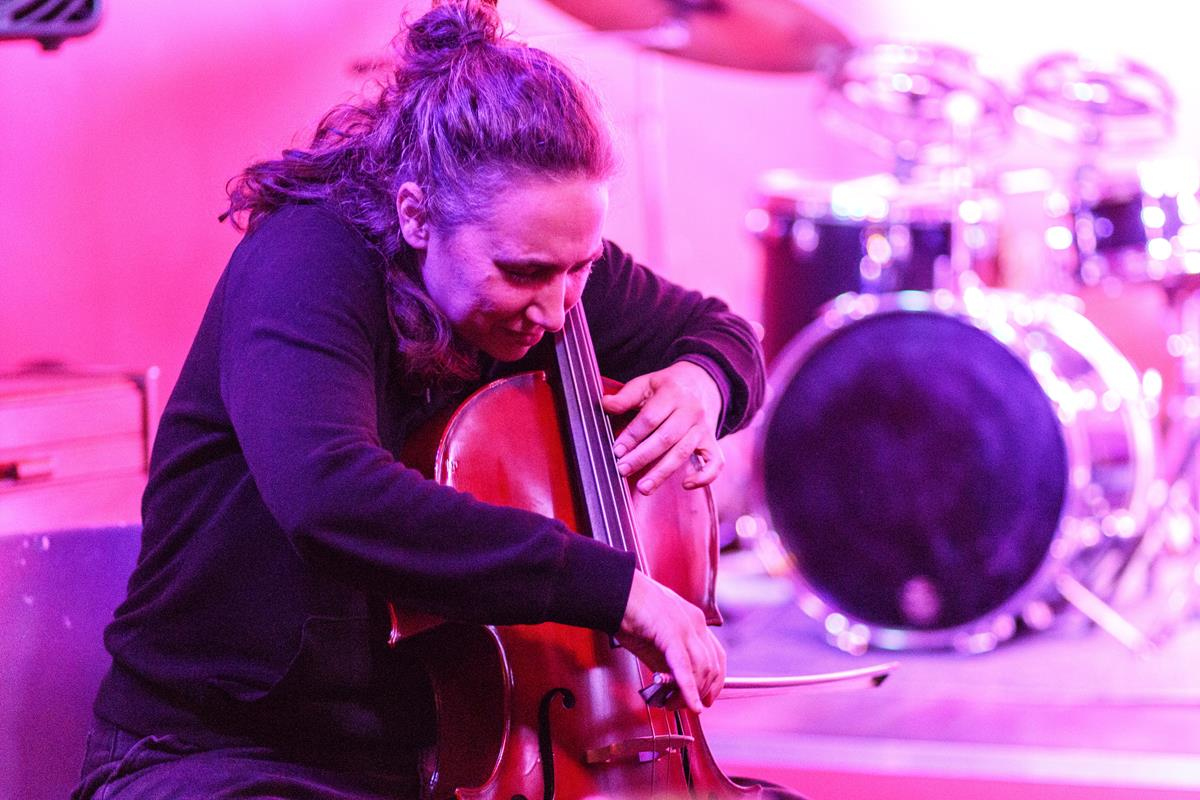
Hannah Marshall

Hannah Marshall (* um 1980 in London) ist eine britische Jazz- und Improvisationsmusikerin (Cello, auch Gesang, Komposition).

## Leben und Wirken
Hannah Marshall arbeitete ab den 2000er-Jahren in der britischen und europäischen Improvisationszene u. a. mit der Band Polar Bear, mit der 2005 erste Aufnahmen entstanden (Held on the Tips of Fingers (Babel), u. a. mit Mark Lockheart, Pete Wareham, Tom Herbert, Seb Rochford), In den folgenden Jahren spielte sie auch in verschiedenen Bandprojekten mit Terry Fay, Alex Ward Alexander Hawkins, Veryan Weston, Satoko Fukuda, Alison Blunt, Tony Marsh, Neil Metcalfe, Ingrid Laubrock, Rachel Musson und Dominic Lash; außerdem trat sie mit Evan Parker, Luc Ex und Fred Frith auf. Sie gehörte ferner dem Insub Meta Orchestra, dem London Improvisers Orchestra und dem Oxford Improvisers Orchestra an. 2012 legte sie das Soloalbum Tulse Hill (Linear Obsessional Recordings) vor. Im Bereich des Jazz listet sie der Diskograf Tom Lord zwischen 2005 und 2023 bei 38 Aufnahmesessions. Zu hören ist sie u. a. auch auf John Butchers Fluid Fixations (2024).

## Diskographische Hinweise
- Trio of Uncertainty: Unlocked (Emanem, 2007), mit Veryan Weston, Satoko Fukuda
- Barrel: Gratuitous Abuse (Emanem, 2011), mit Alison Blunt, Ivor Kallin
- Veryan Weston / Ingrid Laubrock / Hannah Marshall: Haste (Emanem, 2012)
- Veryan Weston / Jon Rose / Hannah Marshall: Tuning Out (Emanem, 2015)
- Paul Dunmall, Phillip Gibbs, Alison Blunt, Neil Metcalfe, Hanna Marshall: I Look at You (FMR, 2015)